# Incident d'Aomatsuba

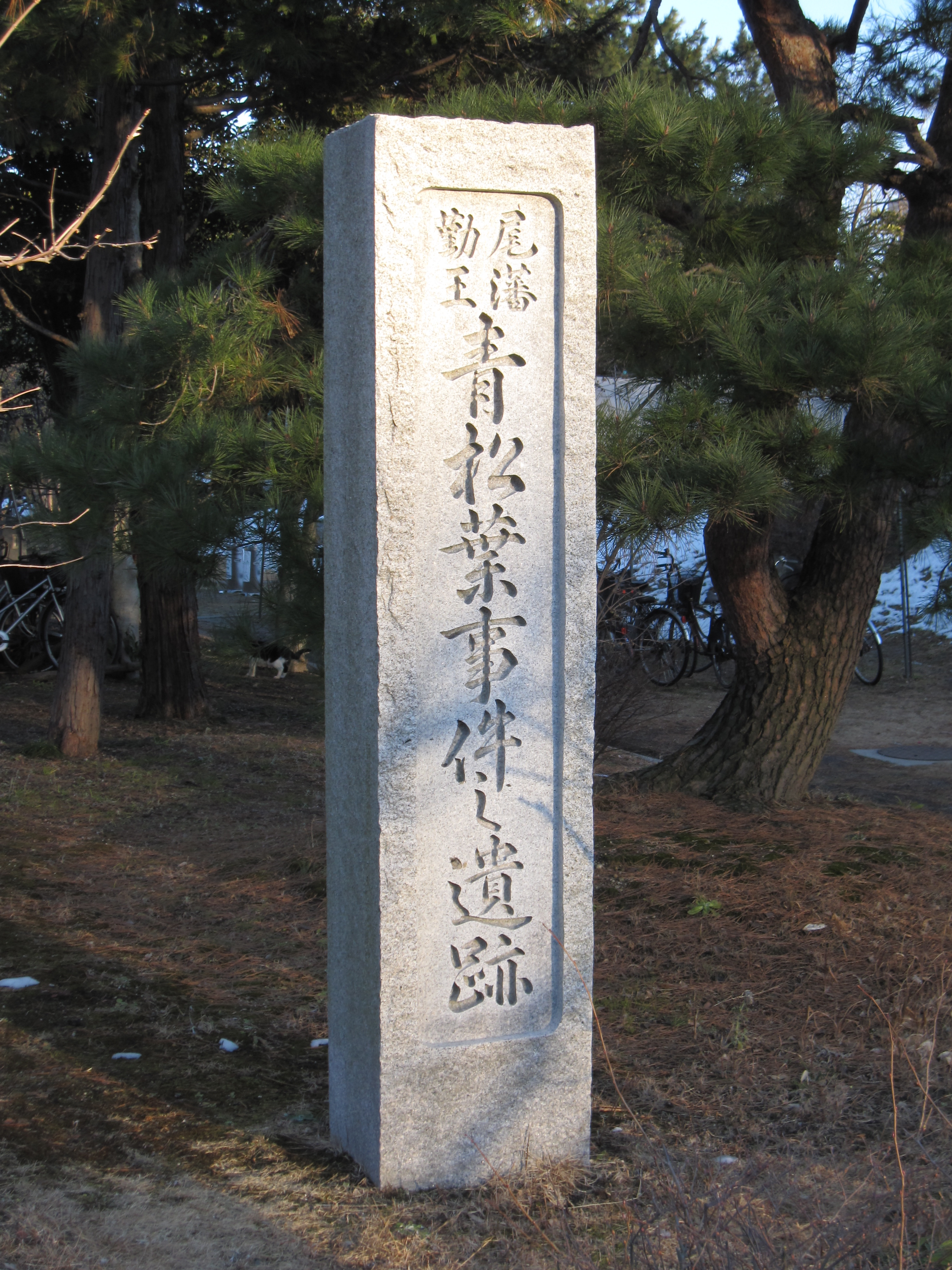
Monument commémoratif de l'incident d'Aomatsuba.

L'incident d'Aomatsuba (青松葉事件) a lieu en 1868 au château de Nagoya.

## Histoire
Trois importants obligés de la branche Owari du clan Tokugawa au pouvoir sont exécutés dans le palais Ninomaru du château de Nagoya. Au début de l'ère Shōwa, vers 1926, un monument est érigé sur le site de l'exécution. L'emplacement exact de l'incident est inconnu mais se situerait à 100 mètres environ au sud de l'emplacement actuel du monument. La stèle de pierre est de nouveau érigée après que la première a disparu.

## Source de la traduction
- (en) Cet article est partiellement ou en totalité issu de l’article de Wikipédia en anglais intitulé « Aomatsuba Incident » (voir la liste des auteurs).